# Степец
Степе́ц — посёлок Падовского сельсовета Липецкого района Липецкой области.

## Население
| 2010 | 2012 |
| ---- | ---- |
| 0    | →0   |